# Trung tâm Vũ trụ Johnson
Trung tâm vũ trụ mang tên Lyndon B. Johnson (Lyndon B. Johnson Space Center) (JSC) là một trung tâm của NASA cho các chuyến bay vào vũ trụ có người lái (trước đây là Manned Spacecraft Center, hay Trung tâm Tàu vũ trụ có Người lái). Trung tâm đảm nhận việc huấn luyện phi hành gia, nghiên cứu và điều khiển chuyến bay. Trung tâm được xây dựng và bán cho NASA bởi Joseph L. Smith & Associates, Inc. Nó được đổi tên để vinh danh cố tổng thống Hoa Kỳ và người gốc Texas, Lyndon B. Johnson, theo một đạo luật của Thượng viện Hoa Kỳ vào ngày 19 tháng 2 năm 1973.
Trung tâm là một khu phức hợp bao gồm 100 tòa nhà được xây dựng trên một khu vực rộng 1.620 mẫu Anh (660 hécta) tại Clear Lake Area, Houston, nó còn có biệt danh là "Thành phố Không gian" vài năm 1967. Đây là nơi đặt trung tâm kiểm soát sứ mệnh mang tên Christopher C. Kraft, chỉ huy và điều hành các sứ mệnh vũ trụ có người lái kể từ sau sứ mệnh Gemini 4 (bao gồm Apollo, Skylab, Dự án thử nghiệm Apollo-Soyuz, và chương trình tàu con thoi). Trung tâm thường được gọi trong tín hiệu liên lạc radio là "Mission Control" ("Kiểm soát Sứ mệnh") hay "Houston".
Trung tâm Tàu vũ trụ có Người lái - Manned Spacecraft Center tiền thân là Space Task Group (STG) do Robert Gilruth đứng đầu, được thành lập để điều phối chương trình tàu vũ trụ có người lái của Hoa Kỳ. STG là nhóm các kỹ sư thuộc Trung tâm nghiên cứu Langley tại Hampton, Virginia, nhưng được điều hành bởi Trung tâm Vũ trụ Goddard ngay ngoại ô Washington, D.C. Để bắt kịp với sự phát triển của chương trình vũ trụ có người lái của Mỹ, năm 1961, trung tâm được mở rộng và di chuyển đến cơ sở mới. Cơ sở mới được xây dựng vào năm 1962 và 1963 trên phần đất do công ty dầu mỏ Humble Oil tài trợ thông qua Đại học Rice, và bắt đầu đi vào hoạt động từ tháng 9 năm 1963. Hiện nay, JSC là một trong số 10 cơ sở điều hành của NASA.

## Lịch sử

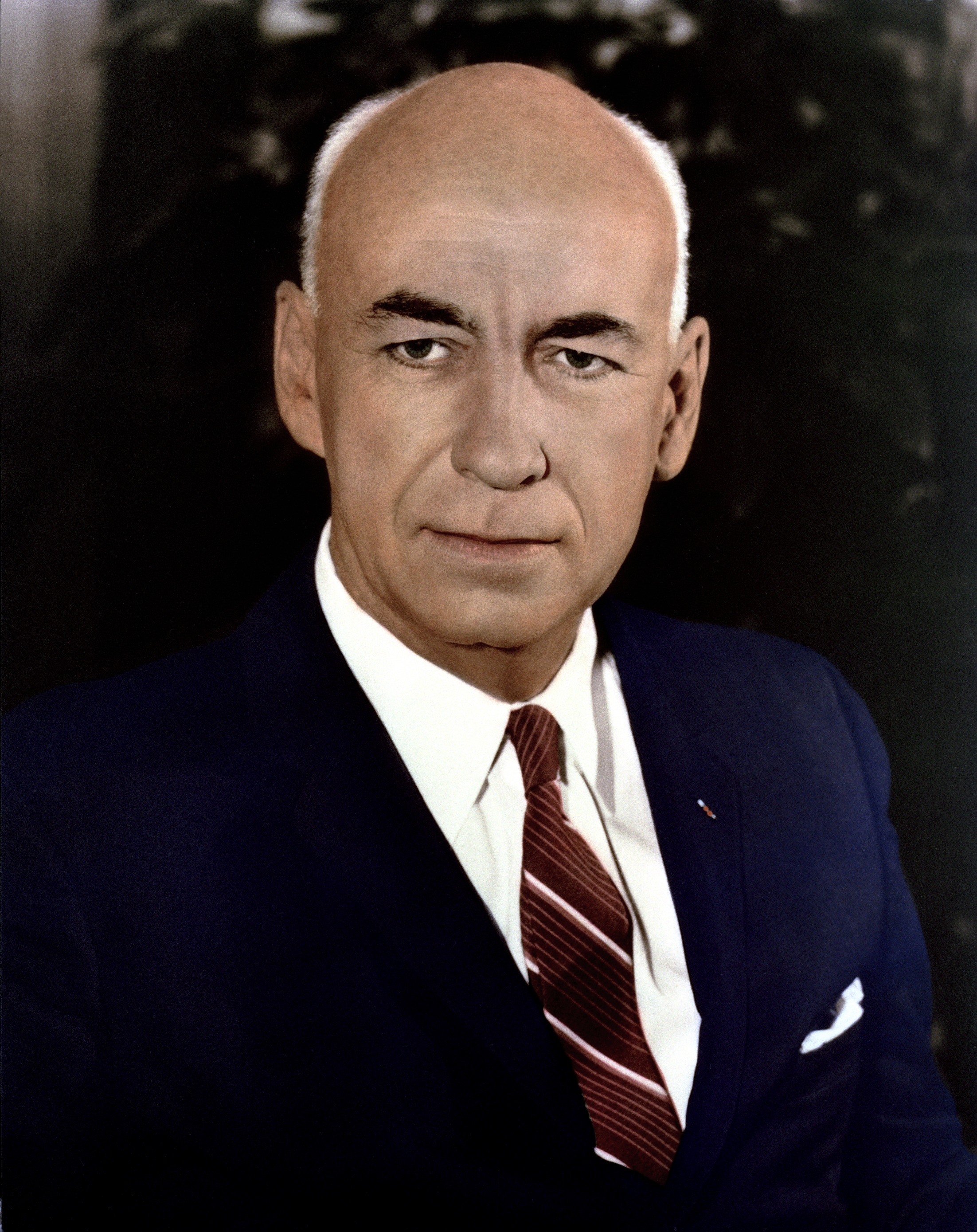
Robert Gilruth, người đứng đầu Space Task Group, trở thành giám đốc đầu tiên của Trung tâm Tàu vũ trụ có Người lái vào năm 1961.

Tiền thân của Trung tâm Vũ trụ Johnson là nhóm Space Task Group (STG) của NASA. Từ ngày 5 tháng 11 năm 1958, các kỹ sư của Trung tâm nghiên cứu Langley, đứng đầu là Robert Gilruth, đã trực tiếp thực hiện sứ mệnh Mercury và các chương trình không gian có người lái sau này. Nhóm STG chịu trách nhiệm báo cáo cho Trung tâm Vũ trụ Goddard. Nhóm có tổng cộng 45 nhân viên, bao gồm 37 kỹ sư, 8 thư ký và những nữ nhân viên phụ trách tính toán. Năm 1959, nhóm nghiên cứu được bổ sung 32 kỹ sư người Canada từ dự án Avro Canada CF-105 Arrow bị hủy bỏ. Giám đốc đầu tiên của NASA, T. Keith Glennan, nhận ra rằng việc phát triển chương trình vũ trụ của Mỹ sẽ làm cho nhóm STG ngày một lớn mạnh hơn về tổ chức, và cần mở một trung tâm nghiên cứu riêng dành cho nhóm. Ngày 1 tháng 1 năm 1961, ông viết một bản ghi nhớ cho người kế nhiệm (James E. Webb), đề cập đến việc này. Cuối năm đó, Tổng thống Mỹ John F. Kennedy đặt ra mục tiêu đưa người lên Mặt Trăng vào cuối thập niên 1960, và rõ ràng rằng để thực hiện được mục tiêu này Gilruth cần có một tổ chức nghiên cứu lớn hơn để lãnh đạo chương trình Apollo, cùng với đó là một cơ sở mới và các phòng thí nghiệm nghiên cứu.

### Lựa chọn vị trí xây dựng trung tâm
Năm 1961, Quốc hội Mỹ đã thông qua khoản tiền 1,7 tỷ đô la dành cho NASA, trong đó có 60 triệu đô la là dành cho phòng thí nghiệm cho các chuyến bay vũ trụ có người lái. Một bản yêu cầu về cơ sở mới đã được trình lên Quốc hội Mỹ, trong đó đề xuất cơ sở mới phải có kết nối giao thông bằng đường thủy, khí hậu ôn hòa, có cơ sở vật chất và nguồn lao động hỗ trợ, gần các trường đại học, có hệ thống điện và cung cấp nước, có diện tích tối thiểu là 1.000 mẫu Anh (400 ha). Vào tháng 8 năm 1961, Webb yêu cầu Phó Giám đốc của Trung tâm Nghiên cứu Ames John F. Parsons đứng đầu một nhóm khảo sát bao gồm Philip Miller, Wesley Hjornevik và I. Edward Campagna, kỹ sư xây dựng của STG. Ban đầu, nhóm nghiên cứu đưa ra danh sách 22 thành phố dựa trên các tiêu chí về khí hậu và nước, sau đó cắt thành danh sách ngắn gồm 9 thành phố với các cơ sở liên bang gần đó:
- Jacksonville, Florida (Green Cove Springs Naval Air Station)
- Tampa, Florida (MacDill Air Force Base)
- Baton Rouge, Louisiana
- Shreveport, Louisiana (Barksdale Air Force Base)
- Houston, Texas (San Jacinto Ordnance Depot)
- Victoria, Texas (FAA Airport; former Foster Air Force Base)
- Corpus Christi, Texas (Naval Air Station Corpus Christi)
- San Diego, California (Camp Elliott)
- San Francisco, California (Benicia Arsenal)[8]

14 địa điểm khác sau đó đã được bổ sung, trong đó có hai địa điểm ở Houston được chọn vì gần Đại học Houston và Đại học Rice.

## Thư viện ảnh
- Ảnh chụp năm 2010 của JSC từ Trạm vũ trụ Quốc tế
- Tàu con thoi Challenger gắn trên máy bay chở tàu con thoi phía trên JSC vào năm 1983
- Trung tâm Kiểm soát Sứ mệnh vào năm 2004
- Tàu con thoi mô phỏng bên trong Building 9 vào năm 2006
- Không ảnh của tổ hợp từ độ cao 2000 feet, khoảng năm 1989
- Phòng thí nghiệm Sức nổi Trung tính của JSC